# Desastre del tren en San Bernardino
El desastre del tren de San Bernardino (a veces conocido como el incidente de Duffy Street ) fue una combinación de 2 incidentes separados pero relacionados que ocurrieron en San Bernardino (California), Estados Unidos: un descarrilamiento de un tren fuera de control el 12 de mayo de 1989; y la falla posterior el 25 de mayo de 1989, del oleoducto Calnev, un oleoducto adyacente a las vías que fue dañado por equipos de movimiento de tierras durante la limpieza del accidente.

## Descarrilamiento de tren
El 12 de mayo de 1989, a las 7:36 am, un Tren de carga de Southern Pacific de 6 locomotoras y 69 vagones (SP 7551 East, símbolo de computadora 1 MJLBP-11) que transportaba Trona (mineral), perdió el control mientras descendía por Cajon Pass, descarrilo en una cuerva elevada y se estrelló contra una zona residencial en Duffy Street.La ubicación esta justo al noreste de donde la autopista 210 Foothill cruza el cauce de Lytle Creek.
El conductor, el guardafrenos de la cabecera y dos residentes murieron en el accidente.